# Musica tradizionale
La musica tradizionale, popolare o folclorica, è un genere musicale che include le musiche appartenenti alla tradizione popolare e folclorica. In questa definizione rientra anche la musica etnica. È stata definita in vari modi: come "musica trasmessa oralmente" e suonata abitualmente da tempo immemorabile, come "musica delle classi più povere" o ancora come musica creata da autori sconosciuti.

## Classificazione
Viene distinta dalla popular music e dalla musica colta, viste come tre macrocategorie che assieme formano un "triangolo assiomatico".
| Cultura alta                                    | Cultura popolare cultura di massa, logiche di consumo                                 | Cultura popolare cultura di massa, logiche di consumo                   | Folclore                   |
| Musica colta avanguardia, concettuale, classica | Popular music                                                                         | Popular music                                                           | Musica tradizionale-etnica |
| Musica colta avanguardia, concettuale, classica | Rock collegato alla tradizione blues, controculturale, underground anche sperimentale | Pop mainstream di facile ascolto dipendente dall'industria discografica | Musica tradizionale-etnica |

Da un punto di vista storico, la musica folclorica è riconoscibile dalle seguenti caratteristiche:
- trasmissione orale: prima del XX secolo, contadini e operai erano generalmente analfabeti e l'acquisizione delle canzoni era affidata alla loro memoria, senza la mediazione di libri, registrazioni o altri mezzi di trasmissione.
- relazione con la cultura nazionale: la musica folclorica tradizionale è spesso legata a una particolare cultura, generatasi in una particolare regione o nazione. I contesti potevano essere dei più disparati e, spesso, il valore identitario diveniva centrale nei gruppi di immigrati, per i quali la musica folklorica assumeva la funzione di aggregante sociale. Per le società di immigrati come i greco-australiani, i somalo-americani o i punjabi-canadesi ed altre ancora suonare la propria musica rappresentava lo sforzo di marcare una differenza con la cultura dominante del luogo in cui si trovavano, imparando canzoni e danze dei loro padri e dei loro luoghi di provenienza. Talvolta si potevano casi di contaminazione fra culture.
- commemorazione storica e di particolari periodi dell'anno: in specifici giorni dell'anno, come la Pasqua, la festa dei lavoratori o il Natale, alcune particolari canzoni scandiscono il ciclo dell'anno. Anche i matrimoni, i compleanni ed i funerali possono essere caratterizzati da canzoni o danze o particolari costumi. Gli eventi religiosi sono spesso accompagnati da componenti di musica folklorica e la musica corale viene spesso eseguita da cantanti non professionisti ed il trasporto emozionale non sempre è legato alla qualità estetica della musica.
- abitudinarietà: le canzoni sono state eseguite per lunghi periodi di tempo e per molte generazioni.
- assenza della funzione commerciale della musica e conseguente assenza di copyright.

## Definizione

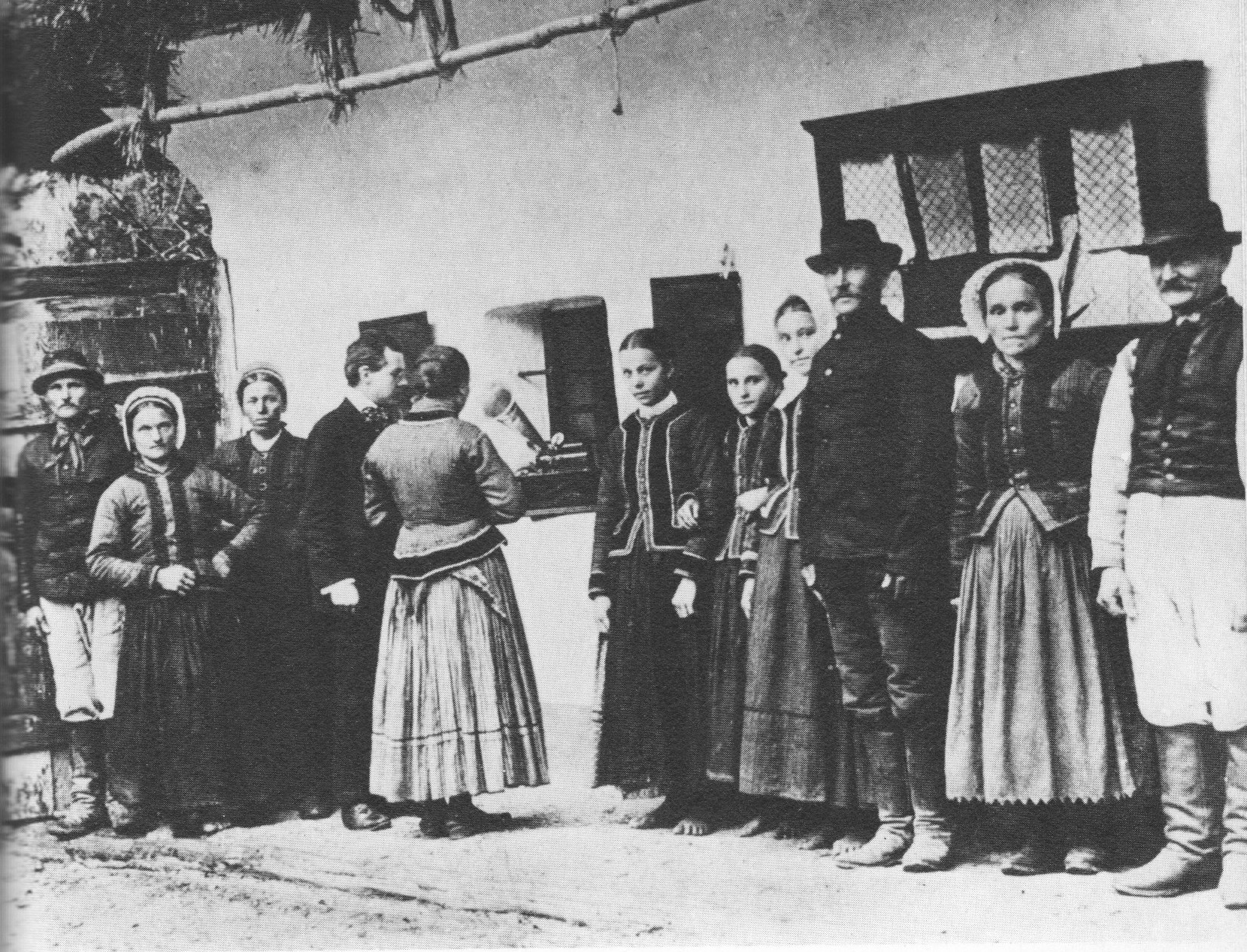
Béla Bartók registra con un fonografo le canzoni popolari dei contadini dell'attuale Slovacchia.

Nel tentativo di circoscrivere la musica tradizionale a determinate caratteristiche, furono numerose, negli ultimi due secoli, le differenti definizioni. La musica popolare può tendere ad avere caratteristiche specifiche, non chiarite però in termini prettamente musicali. Uno dei significati dati al termine è quello di "vecchie canzoni dai compositori sconosciuti", un altro è che la musica è sottoposta "ad un processo di trasmissione orale ... dalla ripetizione continua della musica da una comunità che gli ha dato i propri caratteri folclorici". Tali definizioni dipendono più dai "processi culturali che non dai tipi di astrazione musicale". Sono la "continuità" e la "trasmissione orale" ad essere viste come caratterizzanti da un lato di una dicotomia culturale, dall'altro rintracciabili non solo negli strati bassi delle società feudali, capitaliste ed talvolta orientali, ma anche nelle società primitive e parzialmente nelle "culture popolari" Una definizione ampiamente usata è semplicemente "Folk music is what the people sing".
Tanto per Percy Scholes, quanto per Cecil Sharp e Béla Bartók,, c'era un senso nella musica delle campagne distinto da quello della musica di città. La musica folk era ovunque, "...vista come l'autentica espressione di un approccio alla vita attualmente appartenente al passato o in procinto di sparire (o in alcuni casi da preservare o da far rivivere in qualche modo)", in modo particolare in "comunità non influenzate dalla musica colta", né da canzoni commerciali o registrate. Lloyd invece, rifiutava queste definizioni in favore di una semplice distinzione classi povere, ritrovando il vero senso della musica folk nelle parole di Charles Seeger, che l'associava alle "classi basse" di una società stratificata socialmente e culturalmente. In questo senso la musica folklorica può essere vista come "parte di uno schema che comprende quattro tipi musicali: 'primitiva' o 'tribale'; 'elitaria' o 'colta'; 'folklorica'; e 'popolare'".

## Storia

### Le origini

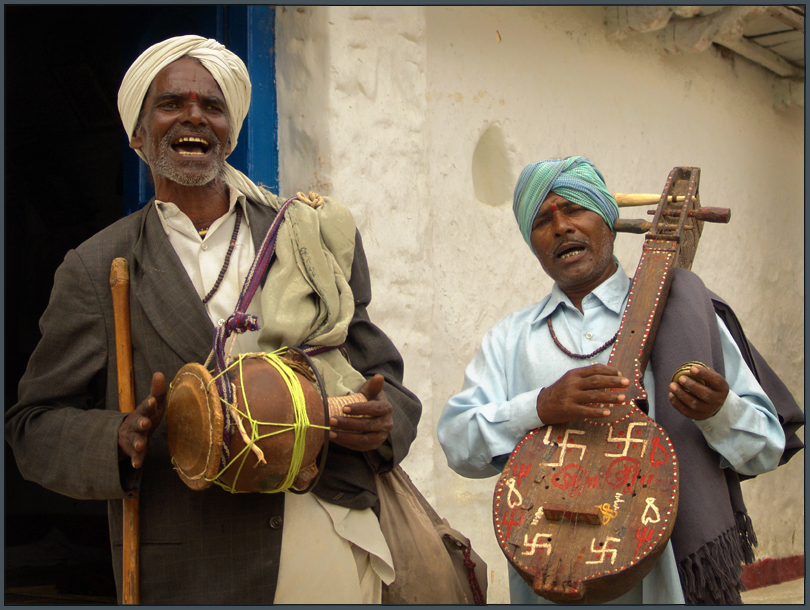
Musicisti indiani

Nella maggior parte delle civiltà storiche e preistoriche, non vi era modo di tramandare musica ai posteri se non insegnandola ad altri nel momento in cui veniva eseguita, nei momenti di lavoro o di svago. La ripetizione di un ritornello poteva scandire il ritmo di lavori di gruppo sincronizzati, come ad esempio la sarchiatura, il raccolto, la trebbiatura, la tessitura e macinazione. Nei momenti di svago invece, cantare e suonare strumenti era una normale forma di intrattenimento e convivialità, ed il raccontare storie, in epoche e civiltà in cui non esistevano elettricità o forme di scrittura e trasmissione letteraria, era molto più comune.
Esistono comunque differenti opinioni sulle origini della musica folk. Alcuni sostengono che provenga dalla musica colta, e che cambiò degradandosi a causa della trasmissione orale, altri sostengono che rifletta i caratteri dell'etnia che li ha prodotti.
Il termine inglese folk lore per descrivere la musica e le danze tradizionali entrò nel vocabolario di molte nazioni europee, per cui tutte hanno avuto musicisti che hanno raccolto e rivisitato il proprio folk, per cui la distinzione fra l'autentica musica folklorica e la musica nazionale o più in generale popolare è spesso stata persa o sottovalutata, tantoché viene denominato folk un brano come Romagna mia che è invece un brano di musica popolare italiana del liscio romagnolo degli anni cinquanta ed il cui autore fu Secondo Casadei. Un caso simile può essere considerato 'O sole mio scritta da Giovanni Capurro e Eduardo Di Capua nel 1898.
Il revival del folk avvenuto dopo la seconda guerra mondiale, generò un nuovo genere chiamato "Contemporary Folk Music", dando alla parola significati nuovi. La popolarità delle registrazioni del "folk contemporaneo" fu il motivo per cui il premio Grammy Award istituì una sezione dedicata al folk nel 1959 e nel 1970 il termine fu sostituito in favore della dicitura "Best Ethnic or Traditional Recording" che includeva anche il blues tradizionale, per essere poi diviso nel 1987 in "Best Traditional Folk Recording" e "Best Contemporary Folk Recording".

### Temi trattati
Eccezion fatta per la musica strumentale, che rappresenta una buona parte della musica folk (in particolari modo della musica da ballo folk), molta della musica folk tradizionale è rappresentata da un repertorio di musica vocale. Come tale, la maggior parte della musica folk tradizionale ha liriche significative.

### Folk music revivals: Le rinascite della musica folclorica
Con "Folk music revivals" ci si può riferire ad un periodo di rinnovato interesse nei confronti della musica folclorica tradizionale, oppure ad un evento o periodo di trasformazione della folk music, che presuppongono generalmente importanti trasformazioni sociali. Un esempio potrebbe essere il caso del British folk revival avvenuto tra il 1890 ed il 1920 oppure, sempre nello stesso periodo, un caso analogo può essere quello del liscio in Italia, mentre il più importante ed influente esempio fra le recenti rinascite del folk è quello della metà del XX secolo, che segnò la nascita della contemporary folk music o musica folclorica contemporanea.
Un'altra recente riscoperta della musica folk influenzò invece compositori del calibro di Percy Grainger, Ralph Vaughan Williams e Béla Bartók che realizzarono registrazioni e trascrizioni di cantanti e musicisti folk.
In Spagna, Isaac Albéniz (1860–1909) produsse brani per pianoforte che riflettevano l'eredità spagnola in brani come Suite Iberia (1906–1909). Enrique Granados (1867–1918) compose invece zarzuela, una piccola opera spagnola, e Danzas Españolas. Manuel de Falla (1876–1946) si interessò al Cante jondo del flamenco andaluso, di cui possiamo trovare influenze in molti suoi lavori come Nights in the Gardens of Spain e Siete canciones populares españolas. Compositori come Fernando Sor e Francisco Tárrega istituirono la chitarra come strumento nazionale spagnolo.
Il flamenco crebbe in popolarità per tutto il XX secolo, cosa che avvenne anche per la musica celtica della Galizia, mentre compositori di musica classica francese, da Georges Bizet a Maurice Ravel, lavorarono su temi e singoli generi spagnoli rendendoli universalmente riconoscibili.
La Folk music revivals anche detta a volte roots revivals comprende inoltre un certo numero di fenomeni sparsi per il mondo che vedono un rinato interesse nella musica tradizionale e questo spesso fra i giovani, spesso all'interno di specifici confini territoriali e spesso includono incorporazioni di nuove tensioni sociali, cause ed evoluzioni in nuove musiche nello stesso stile. Una evoluzione di questo tipo l'abbiamo nella Nueva Canción Chilena, per la quale si trovarono nuove forme di committenza agostiniale.